# IC 4943
IC 4943 је елиптична галаксија у сазвјежђу Телескоп која се налази на листи објеката дубоког неба у Индекс каталогу.
Деклинација објекта је - 48° 22' 33" а ректасцензија 20h 6m 28,2s. Привидна величина (магнитуда) објекта IC 4943 износи 12,6 а фотографска магнитуда 13,6. Налази се на удаљености од 35,877 милиона парсека од Сунца. IC 4943 је још познат и под ознакама ESO 233-28, PGC 64102.